# カルヤナヴァティ
カルヤナヴァティ（Kalyanavati、在位：1202年 - 1208年）は、スリランカ史上4番目の女王。夫のポロンナルワ王ニッサンカ・マーラの死後、王位に即いた。パーリ語によるスリランカ歴史記録『チューラワンサ』（第80章）に事績が記されている。